# Жирновское сельское поселение (Омская область)
Жирновское се́льское поселе́ние — муниципальное образование в Называевском районе Омской области Российской Федерации.
Административный центр — село Жирновка.

## История
Статус и границы сельского поселения установлены Законом Омской области от 30 июля 2004 года № 548-ОЗ «О границах и статусе муниципальных образований Омской области».

## Население
| 2010 | 2011  | 2012  | 2013  | 2014 | 2015 | 2016 |
| ---- | ----- | ----- | ----- | ---- | ---- | ---- |
| 1068 | ↘1064 | ↘1052 | ↘1007 | ↘983 | ↘937 | ↘935 |
| 2017 | 2018  | 2019  | 2020  | 2021 | 2023 |      |
| ↘913 | ↘893  | ↘861  | ↘859  | ↘729 | ↘703 |      |

## Состав сельского поселения
| № | Населённый пункт | Тип населённого пункта       | Население |
| - | ---------------- | ---------------------------- | --------- |
| 1 | Жирновка         | село, административный центр | ↘548      |
| 2 | Лебедки          | деревня                      | ↘41       |
| 3 | Нахимовка        | деревня                      | ↘112      |
| 4 | Нововоскресенка  | деревня                      | ↘216      |
| 5 | Староназываевка  | деревня                      | ↘151      |